# Batterie faible
Albums de Damso
Salle d'attente
(2014) Ipséité
(2017)
Singles
1. BruxellesVie
Sortie : 27 avril 2016

Batterie faible est le premier album studio du rappeur belge Damso sorti le 8 juillet 2016 sous le label Capitol Music France. Ce premier projet de 12 pistes et 2 bonus lui permet de se faire connaitre du public rap et se faire un nom.
Damso a choisi de clipper divers sons parmi lesquels Débrouillard, Autotune, BruxellesVie et Périscope, sortis respectivement les 22 janvier, 27 avril, 27 mai et 24 juin 2016. Le 6 décembre 2016, il obtient sa première certification après 50 000 ventes et est certifié disque d'or. Profitant de l'engouement de son second album, Ipséité, il obtient, le 27 août, un disque de Platine. Il est certifié double platine le 22 juin 2020 soit près de quatre ans après sa sortie officielle. Puis certifié triple platine le 30 octobre 2023, 7 ans après sa sortie.

## Listes des pistes
| No  | Titre              | Compositeur(s)  | Durée |
| --- | ------------------ | --------------- | ----- |
| 1.  | Périscope          | Myth Syzer      | 2:30  |
| 2.  | Débrouillard       | MjNichols       | 4:03  |
| 3.  | Exutoire           | Damso           | 3:24  |
| 4.  | Quotidien de baisé | Damso           | 3:11  |
| 5.  | Sombre             | Ponko           | 2:58  |
| 6.  | QuedelaVie         | Dolfa           | 3:31  |
| 7.  | Amnésie            | Jowell          | 4:27  |
| 8.  | Graine de sablier  | Soulayman Beats | 3:17  |
| 9.  | Beautiful          | Damso           | 3:42  |
| 10. | BruxellesVie       | Blackstarz      | 3:31  |
| 11. | Autotune           | Twinsmatic      | 4:54  |
| 12. | Monde              | Damso           | 3:51  |

| 13. | Jean Reno                   | Ponko      | 4:02 |
| 14. | Iscariote (feat. Lio Brown) | 1712 Beatz | 4:25 |